# Damian Szymczak
Damian Szymczak – polski historyk, dr hab. nauk humanistycznych, profesor uczelni na Wydziale Historii Uniwersytetu im. Adama Mickiewicza w Poznaniu.

## Życiorys
Absolwent historii na Uniwersytecie im. Adama Mickiewicza w Poznaniu. Obronił 8 maja 2006 roku napisaną pod kierunkiem prof. Waldemara Łazugi pracę doktorską Rywalizacja niemiecko – austro-węgierska w Królestwie Polskim 1916-1918. Habilitował się 30 czerwca 2014. Otrzymał nominację profesorską. Został zatrudniony na stanowisku adiunkta w Instytucie Historii na Wydziale Historycznym Uniwersytetu im. Adama Mickiewicza.
Objął funkcję profesora nadzwyczajnego w Instytucie Historii na Wydziale Historycznym Uniwersytetu im. Adama Mickiewicza w Poznaniu. Od 2022 pełni funkcję kierownika Zakładu Myśli i Kultury Politycznej na Wydziale Historii UAM. Jest członkiem Prezydium Zarządu Poznańskiego Towarzystwa Przyjaciół Nauk w kadencji 2023-2026. 